# Isnaldo Bulhões
Isnaldo Bulhões Barros Junior (Maceió, 30 de outubro de 1976), é um advogado e político brasileiro filiado ao MDB. Nas eleições de 2018, foi eleito deputado federal por Alagoas.

## Biografia e trajetória política
Filho do ex-prefeito de Santana do Ipanema Isnaldo Bulhões, já falecido, e da ex-senadora de Alagoas Renilde Bulhões, Isnaldo Bulhões Jr. é advogado por formação e iniciou sua trajetória política em 1997 como vereador de Maceió. Foi deputado estadual de Alagoas por cinco mandatos consecutivos e, atualmente, está na segunda legislatura como deputado federal na legenda do MDB.

## Polêmicas

### Condenação por improbidade administrativa
Em 2017, o então deputado estadual Isnaldo Bulhões Jr. foi condenado com outras cinco pessoas por improbidade administrativa pelo Tribunal de Justiça de Alagoas (TJAL) no âmbito da Operação Taturana, que investigava desvio de dinheiro público da Assembleia Legislativa de Alagoas. Os condenados foram acusados de pagar empréstimos pessoais milionários com recursos da Assembleia, gerando prejuízo ao patrimônio público de R$ 729.923,31. Isnaldo Bulhões Jr. foi condenado a devolver aos cofres públicos a quantia de R$ 25 mil e ao pagamento de multa civil no valor equivalente ao seu acréscimo patrimonial. À época, o deputado afirmou ser inocente e que recorreria da decisão.

### Bens não declarados
Nas eleições de 2018 e 2022, o então candidato a deputado federal Isnaldo Bulhões Jr. declarou não possuir bens à Justiça Eleitoral. A última prestação de contas do político foi em 2014, quando foi reeleito deputado estadual e informou possuir R$ 45 mil em bens (valor nominal), contando apenas com participações em empresas.

### Réu por falsidade ideológica e enriquecimento ilícito
Atualmente, Isnaldo Bulhões Jr. é investigado pelo Tribunal de Justiça de Alagoas pelos crimes de falsidade ideológica e enriquecimento ilícito.